# Teaching Dad to Like Her
Teaching Dad to Like Her è un cortometraggio muto del 1911 diretto da David W. Griffith e da Frank Powell.

## Produzione
Il film fu prodotto dalla Biograph Company. Venne girato in California.

## Distribuzione
Distribuito dalla General Film Company, il film - un cortometraggio in una bobina - uscì nelle sale cinematografiche statunitensi il 20 marzo 1911.